# علینقی عالیخانی

سخنرانی علینقی عالیخانی، وزیر اقتصاد در کنفرانس اقتصادی (اسفند ۱۳۴۱)

علینقی عالیخانی (زاده ۱ بهمن ۱۳۰۷ – درگذشته ۴ تیر ۱۳۹۸) وزیر، اقتصاددان و رئیس دانشگاه تهران بود. وی یکی از نخستین فن‌سالارانی بود که در سال‌های آغازین دهه ۱۳۴۰ (خورشیدی) وارد کابینه دولت شد که در دهه بعد به عنوان یکی از کارآمدترین تشکیلات کارشناسی در جهان شناخته شد.
در دوران تصدی وزارت اقتصاد توسط عالیخانی، طی دوره‌ای ده‌ساله تا سال ۱۳۵۲، اقتصاد ایران متوسط رشد اقتصادی سالانه ۱۱٫۵ درصدی و متوسط نرخ تورم سالانه ۲٫۶ درصدی را تجربه کرد. به همین دلیل، این دوره را دوران طلایی اقتصاد ایران می‌نامند. همچنین نرخ دلار آمریکا که از سال ۱۳۳۲ در قیمت ۸۰ ریال ثابت مانده بود، در دوران وزارت عالیخانی بیش از ده درصد از ارزش خودش در برابر ریال از دست داد و به قیمت ۷۰ ریال رسید. نرخی که تا بهمن ۱۳۵۷ ثابت ماند.

## کودکی و تحصیلات
علینقی عالیخانی فرزند عابدین در ۱ بهمن ۱۳۰۷ در ابهر زاده شد ودر قریه ملارد استان تهران زندگی میکرد .در ۱۳۲۵ از دبیرستان البرز با دیپلم رشتهٔ ادبی فارغ‌التحصیل شد. سپس وارد دانشکده حقوق دانشگاه تهران شد و در رشتهٔ علوم سیاسی موفق به دریافت کارشناسی شد عالیخانی در فوریه ۱۹۵۰ برای ادامهٔ تحصیل رهسپار فرانسه شد و در دانشگاه پاریس، نخست در رشتهٔ حقوق بین‌الملل عمومی، مدرک دیپلم مطالعات عالی (به فرانسوی: Diplome d’Etudes Superieures) و سپس در رشتهٔ اقتصاد، دکترای دولتی فرانسه گرفت.  موضوع تِز دکتری او "نِسبت عوامل تولید در صنعتی کردن کشور های درحال رشد " بود که با درجه عالی بدست آورد .

## کنش‌های نخستین
در ۱۳۳۶ (۱۹۵۷) پس از بازگشت به ایران دعوت استخدام ساواک را پذیرفت و به عنوان تحلیل‌گر اقتصادی در آن سازمان مشغول شد به دلیل اینکه گمان می‌کرد حوزهٔ فعالیت او در بخش اطلاعات اقتصادی ساواک محدود است، همزمان با برکناری تیمور بختیار ساواک را ترک کرد و به توصیهٔ امیرعباس هویدا و عبدالله انتظام به شرکت ملی نفت ایران رفت. در شرکت نفت وی در ادارهٔ امور غیر صنعتی مشغول به کار شد. وظیفهٔ این اداره، رسیدگی به امور مسکن و بهداشت و آموزش کارگران و کارمندان صنعت نفت ایران بود. کنش مهم وی در ادارهٔ امور غیر صنعتی، یافتن فرصت‌های استفاده از تولیدات و خدمات داخلی به ویژه در خوزستان برای استفاده در شرکت نفت بود؛ به‌طوری که تا جای ممکن، نیازهای شرکت نفت از منابع داخلی تأمین شود و از این رو به رشد اقتصاد کشور و خوزستان کمک شود. در همین مدت به‌طور پاره‌وقت به عنوان مشاور در اتاق بازرگانی و صنایع و معادن ایران در تهران مشغول به کار شد.

## وزارت اقتصاد
در بهمن ۱۳۴۱ ایران دچار رکود اقتصادی شدیدی بود و دو وزارت بازرگانی و وزارت صنایع با ناتوانی در برنامه‌ریزی برای رفع مشکلات، بین خود، دچار اختلاف جدی در زمینهٔ حمایت از صنایع یا بازرگانی بودند. به همین دلیل با تصمیم مشترک محمدرضا پهلوی و نخست‌وزیر اسدالله علم، این دو وزارتخانه ادغام شدند و وزارت اقتصاد ایجاد شد. به دلیل حساسیت‌های ایجاد شده در اثر اصلاحات ارضی در ایران، شاه به دنبال شخصی برای این وزارت خانه بود که تحصیلات اقتصاد داشته باشد اما در آمریکا تحصیل نکرده باشد. عالیخانی که جوانی تحصیل کرده در فرانسه بود و سابقهٔ کنش سیاسی و کمونیستی نداشت، به او پیشنهاد شد.
علینقی عالیخانی از نخستین کسانی بود که با داشتن تحصیلات عالی در رشته اقتصاد به عنوان سیاستمدار وارد تشکیلات سیاسی ایران شد. در آن هنگام، نه‌تنها در ایران، بلکه حتی در بسیاری از کشورهای پیشرفته جهان هم تخصص اقتصاد در دیوانسالاری بسیار نادر بود و داشتن وزیری اقتصاددان پدیده‌ای عادی به‌شمار نمی‌رفت. وزارت اقتصاد که از ترکیب چند وزارتخانه دیگر تشکیل شده بود در آن زمان عمدتاً مسئولیت نظارت و هدایت شرایط وضعیت اقتصادی کشور و حل مشکلات اقتصادی را برعهده داشت.
عالیخانی در هنگام آغاز به کار از تجربه‌ای که از اتاق بازرگانی و شناختی که از اقتصاد بخش خصوصی پیدا کرده بود استفاده کرد. همچنین دیدارهای فشرده و زیادی را در دو ماه نخست مسوولیتش با صاحبان صنایع، برای شناخت وضعیت موجود داشت. وی چهار هدف را در اولویت اصلی خط‌مشی اقتصادی قرار داد:
- تقویت بخش صنعت (در مقابل سیاست تقویت تجارت)
- تمرکز زدایی از فعالیت‌های صنعتی و توزیع آن‌ها در کل مناطق مناسب کشور
- کاهش بیکاری با تقویت صنایع کوچک در حال فعالیت
- ایجاد تنوع در فعالیت‌های صنعتی و تولیدی[۱۸]

با وجود جابجایی سه نخست‌وزیر (اسدالله علم، حسنعلی منصور، و امیرعباس هویدا) علینقی عالیخانی تا مرداد ۱۳۴۸ (اوت ۱۹۶۹) در سمت وزیر اقتصاد خدمت کرد.
رضا نیازمند در تاریخ شفاهی چنین نقل میکند که:
(علینقی عالیخانی) اول گفت به شرکت مرسدس بنز اجازه مونتاژ بدهید. وزارت اقتصاد نداد. شاه (محمدرضا پهلوی) پرسید آیا مرسدس اتومبیل خوبی نمی‌سازد؟ عالیخانی جواب داده بود که مونتاژ می‌خواهد و ما مونتاژ نمی‌دهیم.
دوم اینکه درخواست تاسیس کارخانه سیمان در ناحیه آبیک از طرف دفتر مخصوص شاه به وزارت اقتصاد رسید که مردود شد چون در شعاع ۱۲۰ کیلومتری تهران بود و در آن ناحیه ما اجازه تاسیس کارخانه سیمان دیگری نمی‌دادیم. البته شاه با زور این پروانه سیمان را گرفت، ولی یک خط و نشان هم برای عالیخانی کشید. 
سوم اینکه یک درخواست برای تاسیس یک کارخانه سیمان در یکی دیگر از استان‌ها رسید. متصدی مربوطه گزارش داد که قیمت خرید این کارخانه سه برابر قیمت کارخانه‌های مشابه است و به همین دلیل اجازه تاسیس این کارخانه داده نشد. بعد محرمانه به عالیخانی دستور دادند این پروانه را امضا کن و او ناچار امضا کرد (بعدها معلوم شد که اضافه قیمت این کارخانه برای جنگ ظفار مصرف می‌شود و کاری است محرمانه). 

این بهانه‌ها و چند بهانه دیگر جمع شد و شاه بهترین وزیر و بهترین تکنوکرات خود را اخراج کرد. اخراج دکتر یگانه هم به دلیل دانش اقتصادی او بود که مدیریت او را در وزارت آبادانی و مسکن بهانه کردند و او را اخراج کردند.

## دیدگاه اقتصادی-سیاسی
علینقی عالیخانی، دیدگاه اقتصادی نوگرا و متمایل به چپ داشت. برای همین، بر توسعه سریع بخش صنعت (و بعدها مجتمع‌های کشاورزی - صنعتی) و تبدیل اقتصاد «شبه‌فئودالی-تجاری» ایران به یک اقتصاد صنعتی پیشرفته تأکید می‌کرد. با نگاه به اصلاحات ارضی، پایه برنامه توسعه اقتصادی عالیخانی، شامل سرمایه‌گذاری خصوصی و دولتی در صنایع، با هدف ایجاد کار برای کارگر زیادی بخش کشاورزی سنتی و در نتیجه، انتقال نیروی انسانی از بخش سنتی به بخش نوین می‌شد. از نظر عالیخانی، و اقتصاددانان همفکر او، این روند علاوه بر از میان بردن عوارض عقب‌ماندگی اقتصادی و اجتماعی در ایران، گام مهمی برای از میان‌بردن نابرابری طبقاتی و همچنین توانمندسازی سیاسی توده مردم و فراهم‌آوری زمینه لازم برای برپایی دموکراسی به‌شمار می‌رفت.

## پس از وزارت
عالیخانی از ۱۳۴۸ تا ۱۳۵۰ رئیس دانشگاه تهران بود. تلاش‌های او برای نوین‌سازی آموزش و تحرک‌بخشیدن به دانشگاه با مخالفت و مقاومت استادان قدیمی آن دانشگاه مواجه شد. از آن پس از کارهای دولتی کناره گرفت و در بخش خصوصی به فعالیت پرداخت. پس از انقلاب ۱۳۵۷ ایران، به عنوان مشاور اقتصادی برای سازمان‌های مختلف بین‌المللی و شرکت‌های خصوصی کار کرد.

## دیدگاه عالیخانی در مورد توزیع درآمد
«دربارهٔ توزیع درآمد من همیشه به شدت به طرف توزیع درآمد نگاه می‌کردم و خیلی هم به آن اعتقاد داشتم. هنوز هم اعتقاد دارمُ هیچ فرقی هم نمی‌کند؛ یعنی خواه‌ناخواه در مورد توزیع درآمد، چپ بودم همیشه. هنوز هم که هنوز است، در این کشور هم که داریم زندگی می‌کنیم، من سیستم بی‌رحمانه اینها را قبول ندارم. خواه‌ناخواه به صورت مبهم یک گونه‌ای از سوسیالیسم اروپایی در من مانده و خواهد بود. کاری‌اش هم نمی‌توانم بکنم، یعنی قبولش دارم و معتقدم درست است.»

## زندگی شخصی
عالیخانی و همسرش دارای سه پسر، یک دختر و نه نوه هستند. وی در چهارم تیر ۱۳۹۸، در سن ۹۰ سالگی در واشینگتن آمریکا درگذشت.